# Rolf Hermichen
Rolf Hermichen (25 de julho de 1918 — 23 de maio de 2014)  foi um piloto de caça alemão da Luftwaffe e recebeu a Cruz de Cavaleiro da Cruz de Ferro com Folhas de Carvalho durante a Segunda Guerra Mundial. Participou de  629 missões de combate e foi creditado com 64 vitórias aéreas. Ele abateu 53 aeronaves inimigas na Defesa do Reich, incluindo 26 bombardeiros quadrimotores.

## Carreira
Nascido em 25 de julho de 1918 na cidade de Wernigerode em Harz (Alemanha), Rolf-Günther Hermichen juntou-se à Luftwaffe em 1937. Após a conclusão de seu treinamento como piloto de caça pesado, ele foi designado para servir junto ao II./ZG 1 (Gruppe II da Zerstörergeschwader 1) como Leutnant, aonde estava quando a guerra eclodiu em setembro de 1939.
Nesta unidade, Hermichen participaria da Campanha da Polônia e, no início de 1940, lutaria na Holanda, Bélgica e França durante a Blitzkrieg que assolou o Oeste da Europa. Durante esse período ele seria condecorado com a Cruz de Ferro de 2ª classe (em 24 de abril de 1940) e com a Cruz de Ferro de 1ª classe (pouco depois, em 7 de junho), o que reflete o seu espírito combativo.
Hermichen lutaria, ainda, na Batalha da Grã-Bretanha, durante a segunda metade de 1940, quando sua unidade sofreu pesadas perdas nos con frontos contra os caças Spitfire e Hurricane da RAF. Redesignado para o II./SKG 210 (Gruppe II do Schnellkampfgeschwader 210 - unidade de bombardeiros ligeiros), o Oberleutnant Hermichen lutaria com destaque na Operação Barbarossa (a invasão da União Soviética) a partir de junho de 1941, sendo conde corado com o Troféu de Honra da Luftwaffe em 23 de dezembro de 1941.
Rolf Hermichen seria enviado, novamente, para a frente ocidental em abril de 1942, quando foi designado para atuar como Staffelkapitän do 7./JG 26. Já contava, à esta altura, com 11 vitórias confirmadas. Com esta lendária unidade, Hermichen passaria enfrentar as incursões dos caças anglo-americanos sobre a Europa ocupada e, mais importante ainda, as formações de bombardeiros pesados que já começavam a assolar a Alemanha.
Ele se tornaria rapidamente um dos grandes ases naquele fronte, sendo condecorado com a Cruz Germânica já em 15 de outubro de 1942; após abater seu 18.º adversário. Ele permaneceria com esta unidade até meados de 1943 quando foi redesignado para servir junto a recém criada JG 11 comandada por Hermann Graf. Promovido a Hauptmann, ele se tornou Gruppenkommandeur do I./JG 11 em outubro de 1943. Seu sucesso foi tamanho que, em certa ocasião, Hermichen abateu dois bombardeiros quadrimotores em uma única missão. Àquela época, já havia sido condecorado com o Distintivo de Voo do Fronte da Luftwaffe em Ouro.
Já alçado ao posto de Major, Hermichen seria condecorado com a Cruz de Cavaleiro da Cruz de Ferro em 26 de março de 1944, após atingir a marca de 61 vitórias confirmadas. Contudo, pouco depois, em maio de 1944 ele seria transferido para a JG 111. Esta Geschwader, originalmente foi criada como uma unidade de treinamento avançado mas, com o aumento da ofensiva aérea aliada, foi rapidamente transferida para a Defesa do Reich. Lá, Hermichen atuaria como Gruppenkommandeur do I./JG 111 (mais tarde II./JG 104). Combatendo contra as infindáveis forças aliadas, Hermichen e seus homens lutaram bravamente até a exaustão completa.
Em reconhecimento a este esforço sobre-humano, o Major Rolf Hermichen foi condecorado com as Folhas de Carvalho da Cruz de Cavaleiro em 19 de fevereiro de 1945, tornando-se o 749.º soldado da Wehrmacht a receber das mãos de Hitler tal honraria. O Major Hermichen permaneceria com o II./JG 104 até o final das hostilidades, em 8 maio de 1945, quando foi feito prisioneiro pelos aliados, sendo libertado após cerca de dois anos em cativeiro. Ele faleceu em 23 de maio de 2014, aos 95 anos de idade.

## Condecorações
- Cruz de Ferro (1939)
  - 2ª classe (24 de abril de 1940)[5]
  - 1ª classe (7 de junho de 1940)[5]
- Troféu de Honra da Luftwaffe (5 de janeiro de 1942)[6]
- Cruz Germânica em Ouro (5 de outubro de 1942) como Oberleutnant no 3./JG 26[7]
- Cruz de Cavaleiro da Cruz de Ferro (26 de março de 1944) como Hauptmann e Gruppenkommandeur do I./JG 11[8][9]
  - 748ª Folhas de Carvalho (19 de fevereiro de 1945) como Major e Gruppenkommandeur do I./JG 11[9][10]